# えんむちゃん

えんむちゃんがデザインされた自販機。

えんむちゃんは、埼玉県熊谷市妻沼地区の妻沼聖天山縁結びイメージキャラクターである。

## 概要
「縁結びのまち」のPRの一環としてくまがや市商工会妻沼支所が作成した、縁結びの御利益で知られる妻沼聖天山にちなんだ公式縁結びキャラクターである。ゆる玉応援団の団員No. 60。着ぐるみは2011年6月4日に初お披露目された。

## 特徴
頭は妻沼聖天山の紋・二叉大根をモチーフにしている。顔も頬も錫杖もハート形である。帯は水引である。手に持つ錫杖を振ってもらうと良縁が結ばれるかも？とされている。

## プロフィール
- 名前：えんむちゃん
- 生誕地：妻沼聖天山[3][6]
- 誕生日：06月06日（えんむえんむ）[3][7]
- 性別：男の子（らしい）[3][6]
- 年齢：不明
- 趣味：ご縁むすび[6]、ハート型の物を集めること[3]。
- 特技：友達どうしを結び付けて友達にすること[3]。
- ゆる玉応援団：団員No.60（2011年7月19日入団）[8][9]。

## 関連グッズ
「くまがや市商工会妻沼支所」の会員の手により約40種類ものさまざまなグッズが開発されている。
- ストラップ
- Tシャツ
- ピンバッジ
- キーホルダー
- メモ帳
- ぬいぐるみ
- うちわ
- ハンカチ
- タオル

## その他
- 商工会青年部は縁結びのまちの宣伝のため、2012年11月21日にえんむちゃんがデザインされたラッピングカーを導入。愛称は「えんむちゃん号」に決定した。車体のデザインはえんむちゃんをデザインした富田直子が担当した。ナンバープレートの番号はえんむちゃんの誕生日に合わせて606となっている[12]。